# Активний центр
Активний центр — особлива частина молекули ферменту, що визначає його специфічність і каталітичну активність.

## Активний центр ферменту
1. Функційні групи, пептидні зв'язки та гідрофобні ділянки молекули ферменту, на яких відбуваються хімічні перетворення.
2. Місце в порожнинах чи в заглибинах на поверхні об’ємних ферментів, в які входять молекулярні частинки реактантів.
Одна з його функцій полягає в забезпеченні найсприятливішого для реакції взаєморозташування реактантів шляхом
орієнтації їх за допомогою нековалентних взаємодій з бічними ланцюгами амінокислотних залишків ферменту.
Активний центр сприяє зниженню енергії активації реакції, що відбувається на ньому.
Активний центр безпосередньо здійснює взаємодію з молекулою субстрату або з тими її частинами, які беруть участь в реакції.
Активний центр зазвичай має вигляд маленької «кишені» на поверхні ферменту, яка містить залишки, що відповідають за специфічність до субстрату (заряд, гідрофобність, стеричні перешкоди), що з'єднуються з різними ділянками субстрату, і каталітичні залишки, які часто служать донорами або акцепторами протона, або відповідають за зв'язування кофактору (наприклад PLP, TPP або НАД+). Відомі ферменти, що мають більш ніж один активний центр, і вони можуть одночасно адсорбуватись до частинок субстрату багатьма центрами одночасно. В деяких ферментах при адсорбції на субстрат, відбувається зміна його четвертинної структури, яка може відкрити ще один активний центр для іншого типу субстрату.
Активний центр — також ділянка зв'язування інгібіторів ферменту.

## Інші значення
- 1. У гетерогенному каталізі — центр адсорбції, на якому відбувається певна гетерогенна каталітична реакція.
- 3. У загальнохімічному значенні — найбільш реактивні атом, хімічний зв'язок чи група, які беруть або здатні взяти участь у хімічному процесі.